# میمیر

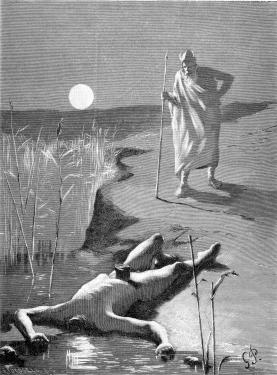
اُدین، میمیر را که سرش از بدنش جدا شده پیدا می‌کند. اثر جورج پائولی (۱۹۱۳)

میمیر در اساطیر اسکاندیناوی، غولی بود که در میان گروهی از خدایان به نام آسیر به دانش و خرد شهرت داشت و نگهبان چاه الهام و آگاهی واقع در یوتون‌هایم، زیر ریشه‌های درخت جهان ایگدراسیل بود. چاهی که اودین در ازای نوشیدن آب آن قدرت الهام و آگاهی از آینده به او داده شد و ناگزیر یکی از چشم‌هایش را از دست داد. میمیر در طی جنگ آسیر و ونیر، توسط ونیرها کشته و سر بریده شد. 
پس از جنگ میان آسیرها و ونیرها، آن‌ها برای اطمینان از برقراری صلح گروگان‌هایی در میان خود داد و ستد کردند. آسیرها هونیر، مردی بلندقامت و خوشرو را به همراه میمیر، خردمندترین مرد در میان آسیرها را فرستادند. هونیر نزد ونیرها به چشم یک سالار دیده می‌شد، اما بدون دانش میمیر قادر به سخنوری نبود. بر این اساس ونیرها احساس فریب خوردن کردند و در نتیجه سر میمیر را بریده و به آسگارد، نزد اُدین فرستادند. اُدین خرد و آگاهی خود را از سر بریدهٔ میمیر، که خردمندترین آسیر بود، به دست آورده است. او این سر را پیش خود نگه داشت و با استفاده از گیاهان ویژه‌ای از آن در برابر فساد محافظت کرد و با خواندن ورد و افسون، کاری کرد که به سخن درآید و در مواقع ضروری با او مشاوره می‌کرد. در افسانه‌های دیگری، میمیر نام دووارف آهنگری بود که به زیگفرید هنر و پیشه را آموخت و شمشیر بالمونگ را برای او درست کرد. 